# Борщи (село, Подольский район)
Борщи́ (укр. Борщі) — село, относится к Подольскому району Одесской области Украины.
Население по переписи 2001 года составляло 1724 человека, в 2025 году составляет 1312 человек. Почтовый индекс — 273160. Телефонный код — 4862. Занимает площадь 1,52 км². Код КОАТУУ — 5122980801.

## География
Борщи — село, центр сельского Совета, расположено в 16 км от районного центра. Дворов — 349, населения — 784 человека. Сельсовету подчинены села Дибровка, Зеленый Кут и посёлок Борщи.

## Транспорт

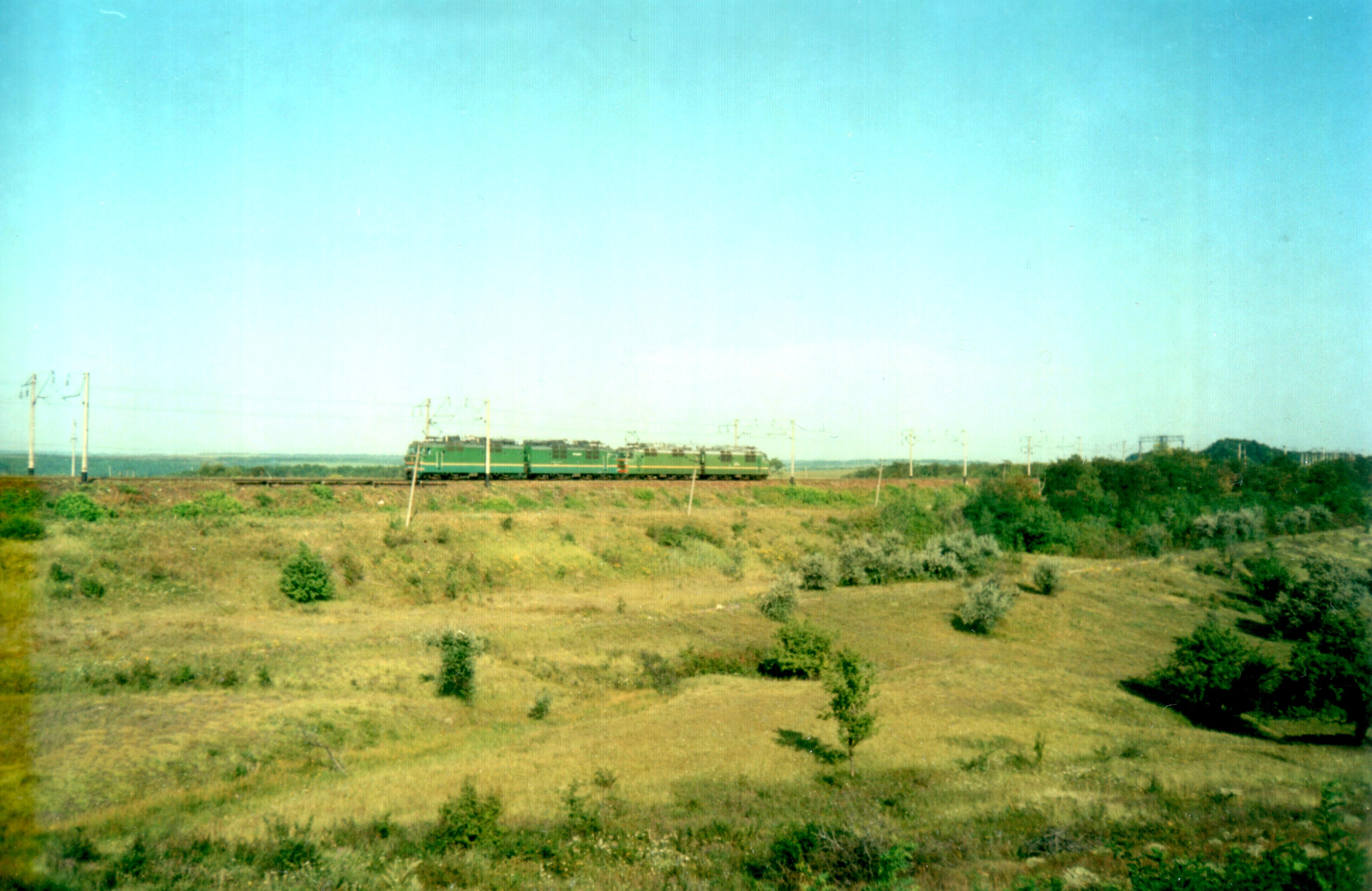
Местность у села Борщи и ж/д платформы Борщёвка — предполагаемое место Тилигульской катастрофы (фото 1999 года)

Вблизи села расположен остановочный пункт электропоездов Борщёвка на линии Подольск — Вапнярка. На этой же линии в 3,5 км в посёлке Борщи расположена узловая железнодорожная станция Борщи. Между станцией и Борщёвкой находится железнодорожная развязка с линией Борщи — Помошная, узловыми пунктами которой, помимо Борщей, являются близлежащие станции Побережье (у села Малый Фонтан) и Обходная.
В 4 км от села проходит автодорога Подольск — Балта.

## Местный совет
66320, Одесская обл., Подольский р-н, с. Борщи, ул. Октябрьской революции, 11. Глава совета с 2001 года – Анастасия Чикилёва.

## История
На территории села Борщи находилось третье отделение колхоза им. Калинина, за которым было закреплено 3300 га сельскохозяйственных угодий, в т. ч. 2101 га пахотной земли. Отделение специализиралось на производстве зерна и продуктов животноводства. За трудовые успехи 126 жителей села удостоены правительственных наград, среди них звания Героя Социалистического Труда — доярка О. К. Волощук.
В селе есть средняя школа, где 22 учителя обучают 180 учеников, дом культуры с залом на 400 мест и стационарной киноустановкой, две библиотеки с общим книжным фондом 12 тыс. экземпляров; фельдшерско-акушерский пункт, детский сад на 50 мест, быткомбинат, два магазина, столовая.
Пять партийных и шесть комсомольских организаций объединяют 121 коммуниста и 329 членов ВЛКСМ. Первая партийная ячейка создана в селе в 1929, комсомольская — в 1922 году.
Село Борщи (до 1750 г.— Готары) основано в начале XVIII в. В 1881 году здесь состоялось выступление сельскохозяйственных рабочих. Помещик вынужден был частично удовлетворить их требования. Советская власть установлена в январе 1918 года. В 1920 году создан комнезам, который возглавил Ф. Ф. Шойко впоследствии член губисполкома.
В годы Великой Отечественной войны 270 жителей села сражались с врагом на фронтах, 55 из них награждены орденами и медалями СССР. В борьбе с фашизмом погибли 159 человек. На братской могиле советских воинов, павших при освобождении села в 1944 году, установлен памятник.